# Charamoco
Charamoco (auch: Chara Mokho) ist eine Ortschaft im Departamento Cochabamba im südamerikanischen Andenstaat Bolivien.

## Lage im Nahraum
Charamoco ist der zentrale Ort des Kanton Charamoco und liegt im Municipio Capinota in der Provinz Capinota. Die Ortschaft liegt auf einer Höhe von 2438 m am rechten, westlichen Ufer des Río Rocha, dem Hauptquellfluss des bolivianischen Río Grande.

## Geographie
Charamoco liegt in der bolivianischen Cordillera Central im Übergangsbereich zum bolivianischen Tiefland. Die Region weist ein typisches Tageszeitenklima auf, bei dem die mittleren Temperaturschwankungen im Tagesverlauf deutlicher ausfallen als im Jahresverlauf.
Die mittlere Durchschnittstemperatur der Region liegt bei etwa 20 °C (siehe Klimadiagramm Capinota) und schwankt nur unwesentlich zwischen 16 °C im Juni und Juli und gut 22 °C im November und Dezember. Der Jahresniederschlag beträgt etwa 550 mm und weist eine ausgeprägte Trockenzeit von April bis November mit Monatsniederschlägen von unter 10 mm auf, nur in der Feuchtezeit von Dezember bis März fallen bis zu 140 mm Monatsniederschlag.

## Verkehrsnetz
Charamoco liegt in südwestlicher Richtung 47 Straßenkilometer entfernt von Cochabamba, der Hauptstadt des Departamentos.
Von Cochabamba aus führt in westlicher Richtung die asphaltierte Nationalstraße Ruta 4 über die Stadt Quillacollo nach Parotani, wo nach Süden hin Landstraßen nach Capinota, Arque und San Pedro de Buena Vista abzweigen. Westlich von Parotani führt die Ruta 4 weiter nach Caracollo, wo sie auf die Ruta 1 stößt, die den Altiplano von Norden nach Süden durchquert und Verbindungen nach La Paz, Oruro und Potosí herstellt.
Direkt südlich von Parotani überquert die Ruta 4 den Río Tapacarí, und direkt hinter der Brücke in Pirque zweigt eine asphaltierte Nebenstraße in östlicher Richtung ab und erreicht die Ortschaft Tajra nach zwei Kilometern und nach noch einmal zwei Kilometern Itapaya. Über Charamoco führt die Straße dann weiter in südlicher Richtung nach Capinota.

## Bevölkerung
Die Einwohnerzahl des Ortes ist in dem Jahrzehnt zwischen den beiden letzten Volkszählungen leicht zurückgegangen:
| Jahr | Einwohner         | Quelle       |
| ---- | ----------------- | ------------ |
| 1992 | keine Detaildaten | Volkszählung |
| 2001 | 536               | Volkszählung |
| 2012 | 500               | Volkszählung |
| 2024 |                   | Volkszählung |

Die Einwohner der Region Capinota gehören in erster Linie dem Volk der Quechua an.